# Nepalsia
Genre
Nepalsia est un genre d'opilions laniatores de la famille des Assamiidae.

## Distribution
Les espèces de ce genre sont endémique du Népal.

## Liste des espèces
Selon World Catalogue of Opiliones (02/06/2021) :
- Nepalsia betula Martens, 1977
- Nepalsia picea Martens, 1977
- Nepalsia rhododendron Martens, 1977

## Publication originale
- Martens, 1977 : « Opiliones aus dem Nepal-Himalaya. III. Oncopodidae, Phalangodidae, Assamiidae (Arachnida). » Senckenbergiana biologica, vol. 57, no 4/6, p. 295–340.